# Покрет 5 звезда
Покрет 5 звезда (итал. Movimento 5 Stelle) је италијанска политичка партија. Основана је 4. октобра 2009. Покрет 5 звезда је инспирисан од стране италијанског комичара и активисте Бепе Грило. Ова партија се карактерише као слободарски и еколошки покрет и залаже се такође за директну и електронску демократију. Реторика странке и њеног лидера се карактерише нападима на политичаре и на државну корупцију, из тих разлога П5С се може сврстати као популистички покрет. Између осталог П5З се залаже за излазак из еврозоне и за напуштање НАТО пакта.

## Успех на изборима 2013.
На парламентарним изборима 24. и 25. фебруара 2013. Покрет је постао прва политичка странка у земљи са 8.689.458 (25,55%) гласова у изборима за Дом посланика (109 мандата). У Сенату је добио 7.285.850 (23,79%) и 54 мандата.